# Roberto Chiacig
Roberto Chiacig (* 1. Dezember 1974 in Cividale del Friuli) ist ein ehemaliger italienischer Basketballspieler.

## Werdegang
In der Saison 1993/94 erhielt Chiacig bei Benetton Treviso seine ersten beiden Spieleinsätze in der Serie A, sammelte hernach Erfahrung beim Zweitligisten Padua. Nach einer weiteren Saison in Treviso unternahm der Innenspieler den Schritt zu AEK Athen, wo er ein Jahr blieb. Im Sommer 1997 nahm er mit Italiens Nationalmannschaft an seinem ersten großen Turnier teil und holte mit der Auswahl Silber bei der Europameisterschaft.
Chiacig stand bei Teamsystem Bologna unter Vertrag, als er mit Italien zur Weltmeisterschaft 1998 fuhr. Bei der WM in Griechenland überzeugte er mit 7,7 Punkten sowie 6,2 Rebounds je Begegnung. Ein Jahr später wurde Chiacig mit der italienischen Mannschaft in Frankreich Europameister. Im Turnierverlauf brachte er es auf 6,6 Punkte je Begegnung, im Endspiel gegen Spanien stand Chiacig 20 Minuten auf dem Feld und trug neun Punkte bei.
Seine titelreichste Zeit im Vereinsbasketball verbrachte er bei Monte dei Paschi Siena. 2002 siegte man im Europapokalwettbewerb Saporta-Cup. Besonders erfolgreich für Chiacig war das Jahr 2004 mit dem Gewinn der italienischen Meisterschaft, dem Sieg im Supercup sowie mit dem Erreichen des Endspiels der Olympischen Spiele in Athen, das dann aber gegen Argentinien verloren wurde. Seine letzten Einsätze in der italienischen Serie A verbuchte Chiacig in der Saison 2012/13, anschließend spielte er noch bis 2020 in unterklassigen Ligen.

### Erfolge
- Europameister 1999
- Silbermedaille bei den Olympischen Spielen 2004
- Silbermedaille bei der Europameisterschaft 1997
- Bronzemedaille bei der Europameisterschaft 2003
- Saporta-Cup-Sieger 2002
- Italienischer Meister 2004
- Italienischer Pokalsieger 1998
- Italienischer Supercupsieger 2004